# Stracza Wielka
Stracza Wielka (biał. Вялікая Страча; ros. Большая Страча) – wieś na Białorusi, w rejonie ostrowieckim obwodu grodzieńskiego, około 35 km na północny wschód od Ostrowca, nad rzeczką Straczą.

## Historia
Pierwsza wzmianka o Straczy pochodzi z 1518 roku. W XVI wieku było to dziedzictwo Świrskich. W 1616 roku Andrzej Świrski sprzedał Straczę Jerzemu i Zofii ze Świrskich Żebrowskim. W 1767 roku ich potomek Andrzej Żebrowski sprzedał ten klucz Kazimierzowi (1733–1775) i Franciszce z Hłasków Pakoszom herbu Prawdzic. Jednym z kolejnych dziedziców był tu Józef Gotard Pakosz (1800–1859), a po nim – jego syn Antoni Józef (1839–1860). W 1865 roku Stracza należała do Włodzimierza Połokońskiego Paszkiewicza (1815–1890), dalsze koleje własności majątku do 1906 roku są nieznane, wtedy nabył ją Zygmunt Chomiński. W następnych latach Stracza była dzierżawiona kilku osobom, w końcu została rozparcelowana.
W XVIII wieku tereny te wchodziły w skład powiatu wileńskiego województwa wileńskiego Rzeczypospolitej. Po III rozbiorze Polski w 1795 roku znalazły się na terenie powiatu wileńskiego (ujezdu) guberni wileńskiej. Po ustabilizowaniu się granicy polsko-radzieckiej w 1921 roku wróciły do Polski i po ustabilizowaniu się podziałów administracyjnych należały gminy Aleksandrowo, a od 1926 roku – gminy Żukojnie w powiecie święciańskim województwa wileńskiego, od 1945 roku – w ZSRR, od 1991 roku – na terenie Republiki Białorusi.

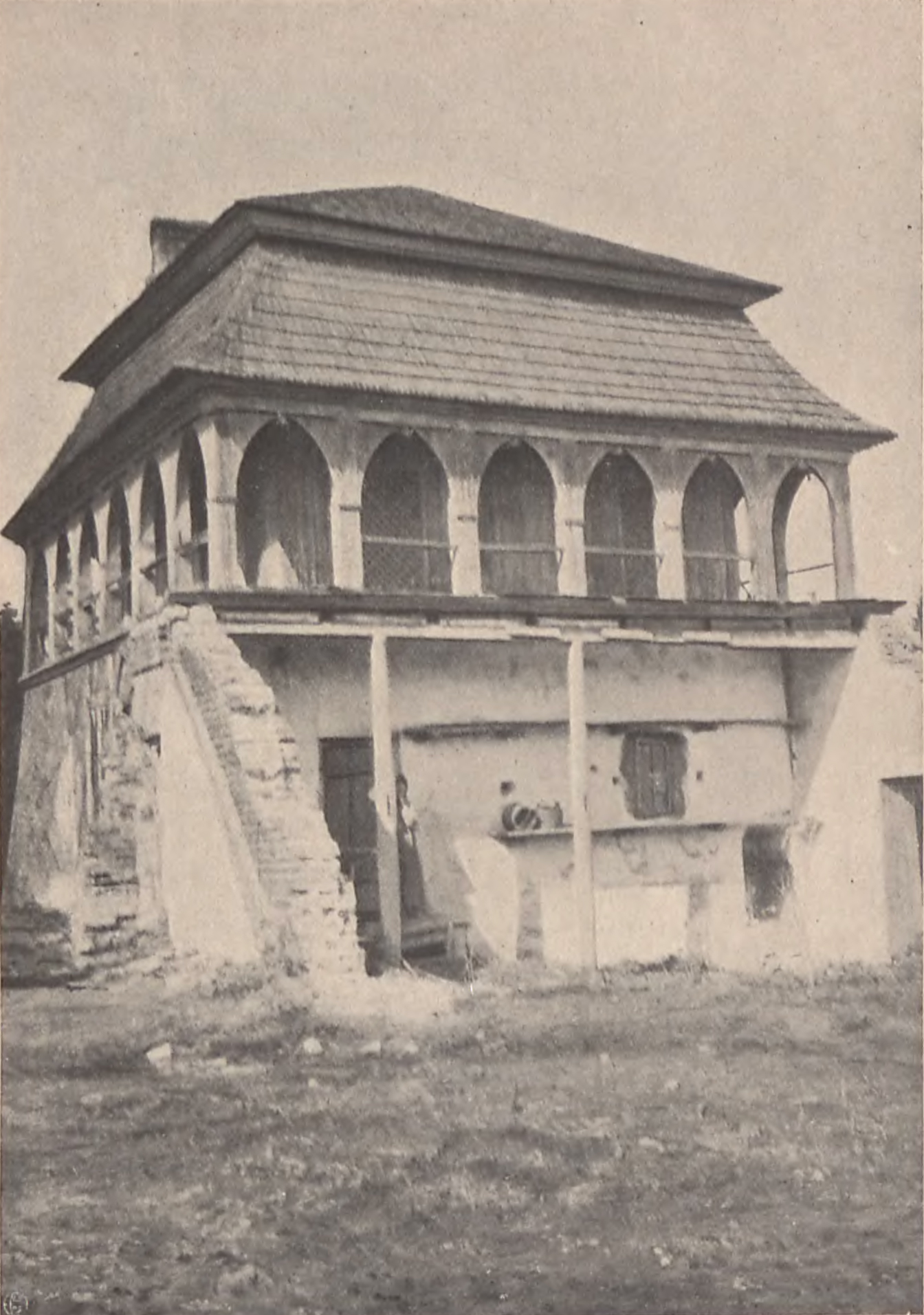
Świron na terenie majątku Stracza, około 1914 roku

We wsi do lat 60. XX wieku funkcjonował młyn wodny (na rzece Stracza), po którym pozostały ruiny. W czasach radzieckich działał tu kołchoz.
W latach 90. XX wieku jeden ze starszych budynków przekształcono na kaplicę katolicką pw. św. Wojciecha, we wsi też powstał wtedy cmentarz katolicki wokół grobowca–pomnika upamiętniającego poległych w okolicach bohaterów powstań w latach 1794, 1830–1831 i 1863–1864.
W 2009 roku w Straczy Wielkiej mieszkały 203 osoby.

## Dwór
Do początku XX wieku w Straczach istniał duży modrzewiowy dwór. Był to zwarty budynek wzniesiony na planie prostokąta, o siedmiu osiach, o dwóch kondygnacjach, oraz trzeciej w trzech centralnych osiach. Dolna kondygnacja, wysokie sutereny, była murowana o dużych prostokątnych oknach. Dwór znany jest tylko z fotografii strony ogrodowej z około 1910 roku. W elewacji tej występował centralny trzyosiowy ryzalit rozczłonkowany półkolumnami, z trzema wielkimi, półkoliście zamkniętymi portfenetrami. Na występie parterowego ryzalitu opierał się balkon. Dom przykrywał wysoki, łamany dach czterospadowy z trzema kominami.
Bardzo ciekawą budowlą był świron: był to kwadratowy dwupiętrowy budynek, o dolnej kondygnacji murowanej, a górnej – drewnianej. Górna kondygnacja była otoczona ze wszystkich stron arkadową galeryjką. Jej łuki dźwigały dach o podobnym kształcie, jak dwór.
Dwór i świron stały w otoczeniu starego parku. 
Dziś w miejscu dworu istnieją jedynie resztki parku, zachowała się również ruina jednego z budynków gospodarczych. 
Majątek Stracza został opisany w 4. tomie Dziejów rezydencji na dawnych kresach Rzeczypospolitej Romana Aftanazego.